# Cambio vita (film 2011)
Cambio vita (The Change-Up) è un film del 2011 diretto da David Dobkin.

## Trama
Ad Atlanta, Dave è sposato con tre figli, mentre il suo amico Mitch è single e ancora un bambinone. Dopo essersi ubriacati in un bar, Mitch e Dave urinano in una fontana, desiderando contemporaneamente di avere l'uno la vita dell'altro.
La mattina dopo, Mitch e Dave si rendono conto di essersi scambiati i corpi. Tornano al parco per desiderare di riavere la loro vita, ma la fontana è stata rimossa per essere restaurata. Costretti ad aspettare che il dipartimento dei parchi localizzi la fontana, Mitch e Dave devono adattarsi a vivere uno al posto dell'altro. Nello studio legale di Dave, Mitch fa amicizia con l'assistente di Dave, Sabrina, ma la sua mancanza di professionalità e di conoscenze legali sabota un'importante fusione con uno studio giapponese. Dave arriva sul luogo delle riprese cinematografiche di Mitch, scoprendo che si tratta di pornografia softcore.
Dave porta Mitch a dire la verità a sua moglie Jamie, ma Jamie non gli crede. Dave consiglia Mitch su come comportarsi professionalmente, e Mitch organizza a Dave un appuntamento con Sabrina, per la quale Mitch ha una cotta.
Dopo aver parlato con suo padre, Mitch si ridedica alla vita di Dave. Al suo saggio di danza, la figlia maggiore di Dave, Cara, prende il consiglio di Mitch e butta a terra il suo bullo, al quale Mitch applaude a bocca aperta. Cara dice a Mitch che gli vuole bene e Mitch dice lo stesso, ma si sente in colpa.
Dave si prende la giornata libera per sfruttare al massimo il vantaggio di essere Mitch, che gli insegna come comportarsi come Mitch all'appuntamento, e si rade i peli pubici di Dave. Sabrina incontra Dave in un ristorante di classe e, nonostante ci vada solo perché gliel'ha detto Mitch, gli piace davvero, e si fanno tatuare. Dave accompagna Sabrina a casa e lei gli dice di chiamarla.
Mitch viene a sapere che Dave aveva già detto a Jamie di non invitare Mitch alla loro festa di anniversario, temendo che la rovinasse con le sue solite buffonate. Dave informa Mitch che la fontana è stata trovata, ma entrambi implicano di voler rimanere l'uno come l'altro. Mitch, dimenticandosi della "Notte del Dialogo" che aveva organizzato con Jamie, le dà accidentalmente buca.
Alla nuova riunione sulla fusione, i rappresentanti giapponesi offrono solo 625 milioni di dollari, 75 milioni di dollari in meno. Come lo studio di Dave sta per accettare, Mitch osserva che gli altri rappresentanti non sono ancora partiti, e paragona le trattative al sesso e al porno. Chiede 725 milioni di dollari e fa sì che i rappresentanti dello studio di Dave comincino ad andarsene, spaventando l'altro studio ad accordarsi. Mitch e la famiglia di Dave vanno a un gala tenuto dallo studio di Dave in onore di Dave come socio, ma Jamie è sconvolta, sapendo che Dave non sarà mai veramente felice.
Dave e Sabrina sono a una partita di baseball quando arriva un temporale e aspettano a casa di Mitch. Sabrina dice a Dave che farà sesso con lui, ma lui nota il suo tatuaggio di uno skipperling a macchie multiple - la farfalla preferita di sua figlia - e se ne va con rammarico.
Al gala, il capo di Dave tiene un discorso sui successi di Dave e sul suo amore per la sua famiglia, riempiendo Mitch di sensi di colpa. Dave si precipita e bacia Jamie, convincendola finalmente di essere suo marito. Lui e Mitch trovano la fontana al centro della Peachtree Galleria, circondati dalla gente. Procedendo con il loro piano di urinare nella fontana, Mitch è troppo imbarazzato, soprattutto dopo che la folla nota Dave. Mitch chiede perché Dave non l'abbia invitato alla sua festa di anniversario, e Dave ammette di essere stato imbarazzato da Mitch, ma ha imparato a rispettarlo mentre era nel suo corpo. Questo rilassa Mitch abbastanza per urinare, ma il loro desiderio non funziona. La sicurezza si avvicina, ma al terzo tentativo di Mitch e Dave le luci della Galleria si spengono, e scappano via.
In un epilogo, Dave e Mitch sono entusiasti di essere tornati ai loro corpi originali. Mitch fa colazione con Sabrina, non rendendosi conto che il tatuaggio che Dave si è fatto è del suo viso sulla schiena di Mitch, sotto la didascalia "I ♥ Dave". Mitch parla al matrimonio di suo padre e partecipa alla festa per l'anniversario di Dave. In una scena post-credito, Dave e Jamie si sballano e visitano l'acquario, mentre Mitch e Sabrina fanno sesso per la prima volta, e Mitch manda a Dave il porno in cui ha recitato.

## Produzione
Il film è stato girato tra ottobre 2010 e gennaio 2011 ad Atlanta, Georgia, in cui è anche ambientato. Ci sono stati casting aperti a Turner Field e in altre sedi di Atlanta. Molte delle scene del bar sono state girate sul posto in un bar chiamato Joe's on Juniper, nel centro di Atlanta. Le scene esterne e interne della casa dei Lockwood sono state girate sul posto in una residenza Buckhead progettata dal designer residenziale di Atlanta Steve McClanahan. Anche il film è stato girato a Los Angeles. La casa utilizzata per la casa dei Lockwood si trova nell'isolato 2400 di Gramercy Park, nello storico West Adams. Nonostante sia ambientato in estate, la produzione è continuata durante una grande tempesta invernale che ha paralizzato brevemente la città a gennaio, lasciando Peachtree e altre strade coperte di neve e ghiaccio e quasi impedendo l'insediamento del governatore. Reynolds si è complimentato con la città nella sua intervista al Tonight Show con Jay Leno, ma ha scherzato dicendo che pensava che la città "stesse cercando di ucciderlo" a causa di diversi incidenti non correlati sul set e nella sua vita personale che si sono verificati durante la produzione. Durante la sua intervista nel programma tv Jimmy Kimmel Live!, Olivia Wilde ha dichiarato che si rifiutava di apparire nuda o di togliersi la maggior parte dei vestiti, quindi ha usato una controfigura per alcuni scatti e ha indossato dei posticci per i primi piani e per gli scatti in alto. Anche Leslie Mann ha seguito questa tecnica, mentre altre attrici hanno usato protesi.

## Accoglienza
Su Rotten Tomatoes il film ha una valutazione di approvazione del 25% sulla base di 153 recensioni e una valutazione media di 4,4/10. Il consenso critico del sito recita: "C'è una certa dose di divertimento nel vedere Bateman e Reynolds giocare contro il tipo, ma non è sufficiente per portare Cambio vita attraverso il suo umorismo rozzo e la trama formulaica". Su Metacritic, il film ha un punteggio di 39 su 100 basato su 35 critici, indicando "recensioni generalmente sfavorevoli". Il pubblico intervistato da CinemaScore ha dato al film un voto medio di "B" su una scala da A+ a F.
Il quotidiano britannico The Daily Telegraph ha nominato Cambio vita uno dei dieci peggiori film del 2011, dicendo: "Ryan Reynolds e Jason Bateman hanno abilità, fascino, tempismo - tutto tranne la sceneggiatura giusta".
Nel weekend di apertura, il film ha esordito al 4º posto, incassando 13.531.115 dollari in 2.913 teatri con una media di 4.645 dollari. Il film ha incassato 37,1 milioni di dollari in Nord America e 38,4 milioni di dollari in altri territori per un totale mondiale di 75,5 milioni di dollari a fronte di un budget di 52 milioni di dollari.

## Distribuzione
Il film è stato distribuito nelle sale cinematografiche statunitensi il 5 agosto 2011, mentre in Italia la distribuzione è avvenuta il 9 dicembre 2011 a cura della Universal Pictures.